# Barrio de la Cruz, Zacatecas
Barrio de la Cruz är en ort i Mexiko.   Den ligger i kommunen Jalpa och delstaten Zacatecas, i den centrala delen av landet, 500 km nordväst om huvudstaden Mexico City. Barrio de la Cruz ligger 1 399 meter över havet och antalet invånare är 218.
Terrängen runt Barrio de la Cruz är varierad. Barrio de la Cruz ligger nere i en dal. Runt Barrio de la Cruz är det ganska glesbefolkat, med 26 invånare per kvadratkilometer. Närmaste större samhälle är Jalpa, 2,5 km söder om Barrio de la Cruz. Omgivningarna runt Barrio de la Cruz är en mosaik av jordbruksmark och naturlig växtlighet.